# Pius Fischbach
Pius Fischbach (5 maggio 1948) è un ex calciatore svizzero, di ruolo difensore.

## Carriera

### Nazionale
Ha collezionato 14 presenze con la propria Nazionale.